# Electric (САПР)
Electric VLSI Design System — САПР, используемая для разработки электрических схем и проектирования топологии печатных плат и интегральных схем. Это инструмент для использования языков описания аппаратуры, таких как VHDL и Verilog.
Electric является проектом с открытым исходным кодом в течение многих лет, и сейчас он доступен через FSF (Free Software Foundation).
Electric VLSI — система автоматизированного проектирования сверхбольших интегральных схем (СБИС). При помощи Electric можно разрабатывать интегральные МОП и биполярные схемы, печатные платы или схемы любого типа.
Electric имеет множество стилей редактирования, включающих планирование, схематику, иллюстрации, архитектурное проектирование.
Electric может взаимодействовать с различными спецификациями и форматами файлов такими как VHDL, CIF, GDS II.
Одной из возможностей является система привязок, которая позволяет осуществлять проектирование сверху вниз с соблюдением целостности всех соединений.

## Инструменты и технологии
Electric объединяет в себе множество различных синтетических тестов и анализирующих инструментов:
- Design rule checking включает два встроенных инструмента контроля и два интерфейса к ним.
- Electrical Rule Checking инструмент для контроля карманов/подложки и проверки с помощью Antenna-rules.
- Simulation два встроенных симулятора и интерфейса для более чем десятка промышленных инструментов (Spice, Verilog, и т. д.)
- Routing пять различных трассировщиков для широкого круга задач.
- Generators генератор ПЛМ, генератор ячеек, генераторы структурной подложки и генератор ПЗУ.
- Logical Effort инструмент для анализа схемы и изменения её компонентов с учётом метода логического усилия.
- LVS (layout vs. schematic) приспособление для сравнения двух некоторых выбранных эквивалентов схем.
- Чтение/Запись способность считывать и записывать описание схемы в множество форматов, включающих CIF, GDS, EDIF, DXF, и VHDL. Это также позволяет осуществить взаимосвязь с другими системами, такими как Eagle, Pads, ECAD, и Sue.

Electric поддерживает множество различных технологий проектирования, например:
- КМОП
- N-МОП
- Биполярная
- Схемотехника
- Иллюстрирование

## Два способа проектирования интегральных микросхем
В большинстве САПР используется два способа проектирования интегральных микросхем: обеспечение связанности и геометрический.
Electric отличается от остальных, потому что он использует связанность для всего проекта, включая топологию ИС. Это означает, что вы располагаете компоненты (МОП транзисторы, контакты и т. д.) и рисуете провода (металл1-2, поликристаллический кремний и т. д.) для их соединения. Экран показывает реальную геометрическую форму, но это означает и связанность тоже. Рассмотрим более подробно проектирование топологии ИС с обеспечением связанности:
Никаких геометрических ошибок. Сложные компоненты больше не составлены из несвязанных геометрических частей, которые могут перемещаться независимо друг от друга. В системах прорисовки (paint systems), вы можете случайно отодвинуть область затвора от транзистора, таким образом уничтожая транзистор. В Electric транзистор — это единый объект, который не может случайно разрушиться.

## Редактирование проекта интегральной микросхемы
Более эффективное редактирование. Просмотр эл. схемы более эффективен, потому что редактор может показать полную эл. цепь всякий раз, когда её часть выбрана (выделена). Также, Electric совмещает обеспечение связанности с системой ограничения топологии (layout constraint system), давая редактору мощные инструменты управления. Эти инструменты сохраняют проект связанным, даже если схема модифицируется на разных уровнях иерархии.
Инструменты интеллектуальней, когда они могут использовать данные о связанности. Например, Программа контроля правил проектирования (Design rule checking) знает, когда топология связанна и использует различные правила размещения.
Более простой процесс проектировки. При одновременном создании эл. схемы и топологии, получение корректной LVS-проверки включает в себя много шагов design rule cleaning (checking). Так происходит, потому что экстракция узла должна быть закончена для обеспечения связанности топологии ИС, и экстракторы узлов не работают когда правила проектировки нарушены. Так, каждый раз когда проверка LVS находит проблемы, топология должна быть исправлена и DRC опять очищается. С этого момента Electric может выбирать (extract) связанность для LVS без идеального соблюдения правил проекта, первый шаг — это приведение в соответствие топологии и эл. схемы. Далее правила проектирования могут быть очищены без страха потери LVS соответствия.
Обычный пользовательский интерфейс. Одна САПР-система, с единым пользовательским интерфейсом, может быть использована для создания как топологии, так и эл. схемы. Electric тесно (плотно) интегрирует процесс рисования, отделяя схематику, и имеет LVS инструмент для их сравнения.

## Недостатки топологического проектирования, основанного на связанности
Недостатки топологического проектирования, основанного на связанности также известны. Оно отличается от всех остальных и требует переподготовки. Это действительно так, но многие переучились и нашли его стоящим. Пользователи, которым хорошо знакома геометрическая компоновка топологии ИС обычно обучаются дольше и тяжелее.
Electric подходит для тех кто не имеет опыта проектирования ИС.
Требует дополнительных действий со стороны пользователя для внесения связанности. В то время как это может быть правдой на начальных стадиях проектирования, в общем это не так. Так получается потому что, используя связанность на начальных стадиях проектирования вы помогаете системе находить проблемы в будущем. Кроме того, Electric имеет мощный инструментарий для автоматического управления связанностью.

## История
Electric был написан на языке программирования С в начале 1980-х (самое раннее упоминание Electric датировано 19 Ноября 1982; первая публикация об Electric в печати была «An Integrated Aid for Top-Down Electrical Design», Proceedings, ICCAD-83, IEEE Computer Society Order No 518, September 1983). Некоторое время спустя после публикации, Electric был отдан на попечение в университеты и исследовательские институты и получил широкое международное распространение.
В середине 1980-х, Electric был продан компании Applicon, под именем «Bravo3VLSI».
В 1988, была основана Electric Editor Incorporated, и Electric продан как коммерческая система. Компания открыла исходный код через FSF (Free Software Foundation) в 1998.
В 2000, Static Free Software была создана для поддержки и распространения Electric.
В сентябре 2003 года C версия Electric перестала поддерживаться, и система была переведена на язык программирования Java. Работа над трансляцией завершилась в июне 2005. Несмотря на то, что C код всё ещё доступен, он больше не поддерживается и не развивается разработчиками. Обновленный и улучшенный Java код по-прежнему остаётся свободным.